# Мочевінський Іван Олексійович
Іван Олексійович Мочевінський (нар. 30 березня 1998, Маріуполь, Донецька область, Україна) — український футболіст, півзахисник ФСК «Маріуполь».

## Клубна кар'єра
Вихованець маріупольського «Іллічівця», у футболці якого з 2011 по 2014 рік виступав у ДЮФЛУ. У сезоні 2015/16 років провів 8 поєдинків в юнацькому чемпіонаті України (U-19). Напередодні старту сезону 2016/17 років переведений в «Іллічівець-2». У футболці цієї команди дебютував 24 липня 2016 року в програному (0:6) виїзному поєдинку 1-го туру Другої ліги України проти винниківського «Руху». Іван вийшов на поле в стартовому складі, а на 46-й хвилині його замінив Микита Петерман. Першим голом у професійному футболі відзначився 4 травня 2017 року на 90+1-й хвилині переможного (5:0) виїзного поєдинку 28-го туру Другої ліги України проти запорізького «Металурга». Мочевінський вийшов на поле на 60-й хвилині, замінивши Євгенія Білоконя. Усього в сезоні 2016/17 років зіграв 8 матчів (1 гол) у Другій лізі України.
Наступний сезон 2017/18 провів в «Яруді», який виступав в аматорському чемпіонаті України. Після цього повернувся до ФК «Маріуполь», де виступав здебільшого за молодіжну команду (22 матчі, 5 голів у сезоні 2018/19). Свій перший та єдиний матч у першій команді «азовців» зіграв 31 жовтня 2018 року. В програному (1:3) виїзному поєдинку 1/8 фіналу кубку України проти «Інгульця» Іван вийшов на поле на 85-й хвилині, замінивши Максима Білого.
На початку серпня 2019 року підсилив «Полісся». У футболці житомирського клубу дебютував 3 серпня 2019 року в переможному (2:1) виїзному поєдинку 2-го туру групи А Другої ліги України проти «Ужгорода». Мочевінський вийшов на поле на 70-й хвилині, замінивши Євгенія Немтінова. У першій половині сезону 2019/20 років зіграв 10 матчів у Другій лізі та 1 поєдинок у кубку України.
На початку вересня 2020 року перебрався до «Балкан». У футболці зорянського клубу дебютував 6 вересня 2020 року в нічийному (0:0) 1-го туру групи Б Другої ліги України проти дніпровської «Перемоги». Мочевінський вийшов в стартовому складі, а на 67-й хвилині його замінив Дем'ян Пєнов. Єдиним голом у складі «Балкан» відзначився 11 вересня 2020 року на 16-й хвилині переможного (4:0) домашнього поєдинку 2-го туру групи Б Другої ліги України проти «Миколаєва-2». Мочевінський вийшов на поле в стартовому складі, а на 64-й хвилині його замінив Олександр Михайліченко. Загалом у першій половині сезону 2020/21 років зіграв 8 матчів та відзначився 1 голом у Другій лізі України.
На початку березня 2021 року повернувся до рідного міста, де підписав контракт з «Ярудом». У футболці маріупольського клубу вперше після повернення зіграв 19 березня 2021 року в нічийному (1:1) домашньому поєдинку 13-го туру групи Б Другої ліги України проти «Миколаєва-2». Іван вийшов на поле з капітанською пов'язкою в стартовому складі та відіграв увесь матч. Першим голом за «Яруд» на професійному рівні відзначився 23 березня 2021 року на 46-й хвилині переможного (2:0) домашнього поєдинку 11-го туру групи Б Другої ліги України проти «Нікополя». Мочевінський вийшов на поле в стартовому складі та відіграв увесь матч.

## Досягнення
«Полісся»:
 Бронзовий призер Другої ліги України: 2019/20